# Archibaccharis albescens
Archibaccharis albescens là một loài thực vật có hoa trong họ Cúc. Loài này được (J.D.Jacks.) G.L.Nesom mô tả khoa học đầu tiên năm 1988.